# Essential (álbum de Scorpions)
Essential es un álbum recopilatorio de la banda alemana de hard rock y heavy metal Scorpions, publicado el 2003 bajo el sello EMI Music. El disco presenta los mayores éxitos de la banda durante una década, desde el disco de 1979 Lovedrive hasta el lanzamiento del sencillo «Can't Explain» de 1989. En estricto rigor, es un relanzamiento mundial de la edición europea del compilado Best of Rockers 'n' Ballads de 1989.

## Lista de canciones
| N.º | Título                      | Escritor(es)                         | Duración |  |
| 1.  | «Rock You Like a Hurricane» | Schenker, Meine, Rarebell            | 4:13     |  |
| 2.  | «Can't Explain»             | Pete Townshend                       | 3:22     |  |
| 3.  | «Rhythm of Love»            | Schenker, Meine                      | 3:48     |  |
| 4.  | «Big City Nights»           | Schenker, Meine                      | 3:56     |  |
| 5.  | «Lovedrive»                 | Schenker, Meine                      | 4:50     |  |
| 6.  | «Is There Anybody There?»   | Schenker, Meine, Rarebell            | 4:16     |  |
| 7.  | «Holiday»                   | Schenker, Meine                      | 6:31     |  |
| 8.  | «Still Loving You»          | Schenker, Meine                      | 6:25     |  |
| 9.  | «No One Like You»           | Schenker, Meine                      | 3:54     |  |
| 10. | «Blackout»                  | Schenker, Meine, Rarebell, Kittelsen | 3:48     |  |
| 11. | «Another Piece of Meat»     | Schenker, Rarebell                   | 3:32     |  |
| 12. | «You Give me all I Need»    | Schenker, Rarebell                   | 3:36     |  |
| 13. | «Hey You»                   | Schenker, Meine, Rarebell            | 3:48     |  |
| 14. | «The Zoo»                   | Schenker, Meine                      | 5:29     |  |
| 15. | «China White»               | Schenker, Meine                      | 6:55     |  |